# Округ Гејџ (Небраска)
Гејџ (енгл. Gage County) је округ у америчкој савезној држави Небраска.

## Демографија
По попису из 2010. године број становника је 22.311, што је 682 (-3,0%) становника мање него 2000. године.
| Група             | 2000.          | 2010.          |
| Белци             | 22.354 (97,2%) | 21.432 (96,1%) |
| Афроамериканци    | 73 (0,3%)      | 72 (0,3%)      |
| Азијати           | 65 (0,3%)      | 86 (0,4%)      |
| Хиспаноамериканци | 196 (0,9%)     | 385 (1,7%)     |
| Укупно            | 22.993         | 22.311         |